# Denis Halilović
Denis Halilović (Slovenj Gradec, 2 maart 1986) is een Sloveense profvoetballer van Bosniakse afkomst.

## Clubcarrière
Halilović maakte zijn debuut op het hoogste niveau in Slovenië in het seizoen 2005-2006 bij de club waar hij ook de jeugdopleiding doorliep: Rudar Velenje. Via de Sloveense topclub NK Publikum Celje en NK Drava Ptuj kwam hij bij het Russische Saturn Moskou terecht. Daar kon hij geen vaste waarde worden en moest hij zijn kunsten vooral in het tweede elftal vertonen.
In het seizoen 2010-2011 werd hij verhuurd aan Willem II, alwaar hij in een team terechtkwam met onder anderen oud-ploeggenoot bij Saturn, Evgeniy Levchenko. Hij maakte zijn debuut voor de Tricolores in de KNVB bekerwedstrijd tegen FC Zwolle. Met Halilović in de basis werd Willem II na strafschoppen uitgeschakeld. In de zomer van 2011 ging hij voor CSKA Sofia spelen. Daarna speelde Halilović nog voor NK Domžale, waarna hij vervolgens verkaste naar FC Koper.